# Opština

Une opština (pl. opštine), općina (pl. općine) ou občina (pl. občine), correspond à une division administrative de plusieurs pays slaves. Elle porte généralement le nom de la plus grande ville.
En français, le terme est habituellement traduit par commune ou municipalité.
| Pays               | Singulier        | Pluriel          | Article dédié                  |
| ------------------ | ---------------- | ---------------- | ------------------------------ |
| Bosnie-Herzégovine | obština, општина | obštine, oпштине | Communes de Bosnie-Herzégovine |
| Bulgarie           | община, obština  | общини, obštini  | Communes de Bulgarie           |
| Croatie            | općina           | općine           | Communes de Croatie            |
| Macédoine du Nord  | општина, opština | општини, opštini | Communes de Macédoine du Nord  |
| Monténégro         | opština, општина | opštine, oпштине | Communes du Monténégro         |
| Russie             | община, obština  | общины, obštiny  | Communes de Russie             |
| Serbie             | општина, opština | oпштине, opštine | Communes de Serbie             |
| Slovénie           | občina           | občine           | Communes de Slovénie           |